# Asesinato de Michelle Martinko
Michelle Marie Martinko (Cedar Rapids, Iowa; 6 de octubre de 1961–ibid., 19 de diciembre de 1979) fue una joven estadounidense asesinada cuyo caso no pudo resolverse hasta cuatro décadas después. En 2019 se logró identificar gracias al ADN familiar al autor del homicidio, quien fue acusado, juzgado y condenado por su asesinato.
En 2006, un investigador de casos sin resolver descubrió sangre sin identificar, presumiblemente perteneciente al asesino, mientras revisaba los archivos del caso. A partir de esa prueba se elaboró un perfil de ADN que se introdujo en el Sistema Combinado de Índice de ADN (CoDIS), pero no se encontraron coincidencias. En 2017, se contrató a una empresa especializada en fenotipado de ADN para que elaborara una nueva aproximación del aspecto del asesino basándose únicamente en la muestra de ADN. En 2018, la empresa introdujo los datos de ADN del caso en el sitio web público de genealogía GEDmatch, donde encontró una coincidencia de ADN familiar.
En octubre de 2018, se recogió de forma encubierta ADN de un hombre de Iowa, Jerry Lynn Burns, y se descubrió que coincidía con la muestra encontrada en la ropa de Martinko. Burns fue detenido y, el 24 de febrero de 2020, fue declarado culpable de asesinato en primer grado por la muerte de Martinko. El 7 de agosto de ese año fue condenado a cadena perpetua sin posibilidad de libertad condicional.

## Partes

### Michelle Martinko
Michelle Marie Martinko (6 de octubre de 1961–19 de diciembre de 1979) nació en Cedar Rapids (Iowa). Era la menor de las dos hijas de Albert F. Martinko y Janet Martinko (de soltera Zillig). Asistió a la escuela secundaria Cedar Rapids Kennedy High School, donde era una estudiante por encima de la media y muy apreciada por los responsables del centro.
También era una intérprete con talento, se unió al equipo de batonistas en su segundo año y actuó en coros y producciones teatrales. No tenía un círculo de amistades cercanos, lo que se especuló que se debía a los celos de otras alumnas por su belleza y su ropa elegante o a un conflicto por un chico con el que había salido. Martinko, que estaba en el último año de secundaria cuando fue asesinada, tenía planes de asistir a la Universidad Estatal de Iowa para estudiar diseño de interiores.

### Jerry Lynn Burns
Jerry Lynn Burns (nacido el 23 de diciembre de 1953) tenía 25 años cuando asesinó a Michelle Martinko en diciembre de 1979. Creció en Mánchester (Iowa) y se graduó en la West Delaware High School en 1972. En el momento de su detención en 2018, vivía en Mánchester y era propietario de un negocio de recubrimiento en polvo en la ciudad. Había trabajado para John Deere y era copropietario de una parada de camiones. Burns había estado casado con Patricia Burns, quien murió en 2008 por suicidio. El primo de Burns, Brian Burns, desapareció en el aniversario del asesinato de Michelle (19 de diciembre de 2013), y sus restos fueron encontrados en noviembre de 2023. Aunque la detención de Burns en el caso Martinko suscitó preguntas sobre los dos incidentes, la policía no cree que Burns estuviera involucrado en ninguno de ellos.

## Asesinato e investigación

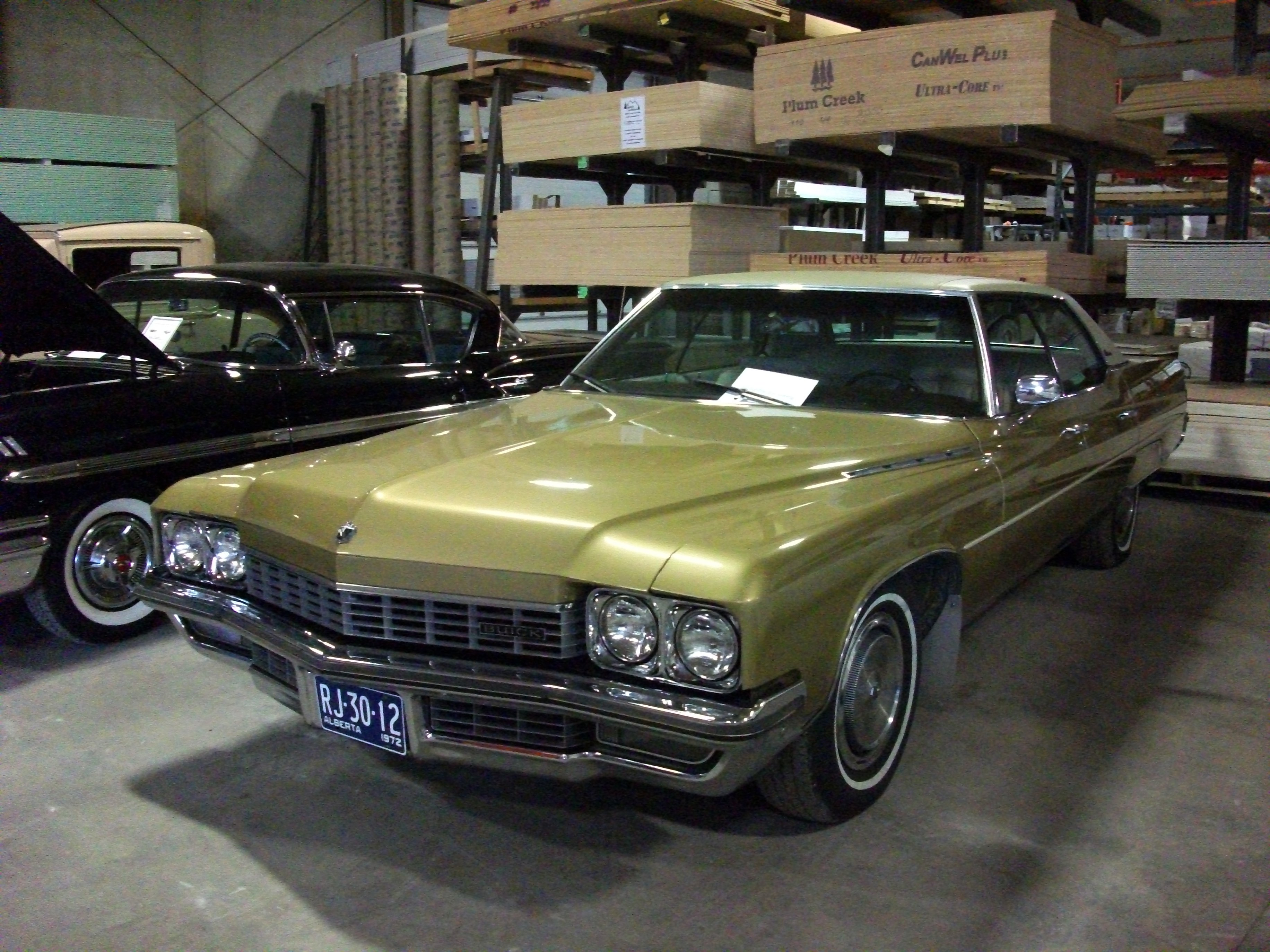
Un Buick Electra de 1972 similar al coche en el que Martinko fue encontrado asesinado.

La noche del 19 de diciembre de 1979, Martinko asistió a un banquete del Coro Kennedy en el Sheraton Inn de Cedar Rapids. Llevaba un vestido negro de jersey y un pañuelo negro, medias negras y zapatos de tacón, y una chaqueta de piel de conejo blanca y marrón que le llegaba hasta la cintura, y llevaba un bolso de cuero marrón. Después del evento, le preguntó a su amiga y compañera del equipo de twirling si quería acompañarla a ir de compras al centro comercial Westdale Mall, que acababa de abrir y donde Martinko trabajaba. Su amiga se negó. Martinko le pidió entonces a otra conocida que la acompañara al centro comercial; esa amiga aceptó al principio, pero luego cambió de opinión. Martinko fue entonces sola al centro comercial, llevando 180 dólares y con la intención de finalizar la compra de un nuevo abrigo de invierno que tenía reservado.
Una vez allí, exploró las tiendas y habló con amigos y otras personas que conocía y que trabajaban allí. Fue vista por última vez casi a las 9 de la noche fuera de una joyería del centro comercial. A las 2 de la madrugada, como Martinko aún no había regresado a casa, su padre denunció su desaparición. Él comenzó a buscarla, al igual que la policía. A las 4 de la madrugada, la policía encontró el Buick Electra de 1972, de color beige y verde, de la familia en la esquina noreste del estacionamiento del centro comercial, junto a una tienda J. C. Penney. Martinko fue encontrada dentro del vehículo, desplomada sobre el asiento del pasajero y apuñalada hasta la muerte.
Martinko había recibido 29 puñaladas en la cara, el cuello y el pecho. Sus manos presentaban heridas defensivas, lo que, según la policía, indicaba que se había defendido de su asesino. La policía determinó, por la ausencia de sangre fuera del vehículo, que había sido asesinada en su interior, y el forense estimó posteriormente que había fallecido entre las 8 y las 10 de la noche. El arma homicida era «afilada», pero no se trataba necesariamente de un cuchillo, y no se pudo determinar su tamaño. El asesino no dejó huellas dactilares, lo que llevó a la policía a creer que llevaba guantes.
Un portavoz de la policía dijo que «el instinto de todo el mundo es decir que fue un hombre», pero no estaban seguros del sexo del asesino. Basándose en el dinero encontrado en el bolso de Martinko, la policía concluyó que no había sido robada. Estaba completamente vestida y el forense determinó que no había sido agredida sexualmente. La policía consideró que el asesinato era «de naturaleza personal» basándose en el número y la ubicación de las puñaladas.

### Comienzo de la investigación
Con pocas pistas sobre el escenario, la policía pidió la colaboración ciudadana para tratar de ampliar miras en el caso. Un portavoz del cuerpo dijo que, en la semana después del asesinato de Martinko, más de 200 personas respondieron a los pedidos de los detectives en las noticias para aportar informaciones. La policía interrogó a numerosas personas y varias fueron descartadas como sospechosas mediante el uso del polígrafo. Una menor que llevaba un cuchillo fue interrogada y descartada como sospechosa del asesinato, al igual que un empleado del centro comercial que había dicho a la policía que le gustaba seguir a las mujeres y mirar con lascivia a los maniquíes de las tiendas. Comenzaron a circular rumores sobre el crimen. Algunos pensaban que Martinko había recibido llamadas acosadoras antes de su muerte, pero la policía afirmó que no creía que fuera así. Surgió otro rumor de que se había producido un segundo apuñalamiento en los días siguientes y que la policía lo estaba manteniendo en secreto, algo que la policía negó.
Durante algún tiempo, el principal sospechoso del asesinato de Martinko fue un hombre que, el mes anterior, había irrumpido en una casa de Cedar Rapids, violado a una mujer a punta de navaja y amenazado con matar a sus hijos. Nunca fue acusado del asesinato de Martinko, negó las acusaciones y las pruebas de ADN, encontradas más tarde, no coincidían con su ADN. En 2012, mientras cumplía una condena de cadena perpetua por un ataque no relacionado, el hombre murió en prisión de cáncer de colon.
La controversia surgió cinco meses después del asesinato, cuando una mujer que pasaba en coche por el aparcamiento del centro comercial en la madrugada del 20 de diciembre aportó información. Había mirado hacia el aparcamiento mientras pasaba para ver si estaba el coche de su hija, ya que esta trabajaba en el centro comercial y solía tener problemas con el coche. Afirmó haber visto dos coches en el aparcamiento, uno de los cuales era el de Martinko, y a un hombre de pie junto a la puerta abierta del lado del conductor del coche de la joven. No estaba segura de que su información fuera de alguna utilidad, ya que había leído que el asesinato se produjo entre las 10 de la noche y la medianoche, y eran las 2 de la madrugada cuando pasó por allí. La mujer comunicó su información a la hija del secretario del Comisionado de Seguridad Pública y creyó que se transmitiría a la policía si era importante. La policía nunca recibió la información y la mujer no se puso en contacto con la policía hasta meses después, cuando volvieron a solicitar cualquier información relacionada con el asesinato. Los detectives consideraron acusar al Comisionado por no transmitir la información a la policía, pero no se presentaron cargos.
El 19 de junio de 1980, la policía publicó un retrato robot del hombre que se creía que había matado a Martinko, elaborado a partir de las descripciones proporcionadas por dos testigos bajo hipnosis. Describieron a un hombre blanco de entre 18 y 25 años, de aproximadamente 1,80 m de altura y entre 75 y 80 kg de peso, con ojos marrones y pelo castaño rizado. Al año siguiente del asesinato, el número de personas interrogadas por la policía ascendió a cientos, y hasta 30 personas fueron interrogadas bajo hipnosis. A medida que la investigación se estancaba, se ofreció una recompensa de 10 000 dólares por cualquier información que condujera a la policía hasta el asesino. También se consultó a videntes al principio de la investigación.

### Enfriamiento del caso
Con el paso del tiempo, el caso quedó en suspenso. A mediados de la década de 1980, el padre de Martinko presentó una demanda contra los propietarios del centro comercial Westdale Mall y alegó negligencia por no proporcionar «seguridad razonable» la noche del asesinato. El caso fue apelado y finalmente resuelto por el Tribunal Supremo de Iowa a favor de los propietarios del centro comercial.
En el apartado personal de la familia de la víctima, el padre de Martinko, Albert, falleció en 1995; su madre, Janet, murió en 1998.

### Reanudación de la investigación
En 2006, 27 años después del asesinato de Martinko, un nuevo investigador de casos sin resolver que trabajaba para el Departamento de Policía de Cedar Rapids recibió una pista relacionada con el caso. Aunque esta no condujo a ningún sospechoso, descubrió lo que creía que era la sangre del asesino mientras revisaba los archivos del caso. A partir de ahí, la policía pudo construir un perfil de ADN parcial. Los documentos concluyeron que menos de una de cada 100 000 millones de personas coincidiría con el perfil de ADN. Los resultados se introdujeron en el Sistema Combinado de Índice de ADN (CoDIS), pero no se encontraron coincidencias. Finalmente, se tomó una muestra de ADN de más de 125 personas y se comparó con las muestras tomadas en la escena del crimen. De los más de 80 sospechosos potenciales que se habían identificado a lo largo de los años, más de 60 personas fueron sometidas a pruebas y quedaron descartadas como sospechosas.
En 2017, se contrató a una empresa especializada en fenotipado de ADN para crear imágenes adicionales del asesino basándose únicamente en las pistas de ADN sobre el aspecto facial y la ascendencia. Las imágenes eran considerablemente diferentes del retrato robot de 1980 y mostraban a un hombre con cabello rubio y ojos azules. La empresa también elaboró aproximaciones de cómo habría envejecido el hombre en los años transcurridos desde el crimen. En una rueda de prensa en la que se dio a conocer la nueva imagen, un antiguo compañero de clase de Martinko exclamó que el rostro se parecía al de otro de sus compañeros, pero ese había sido investigado y absuelto en base a un frotis de ADN varios años antes. La policía recibió más de un centenar de pistas tras la publicación de las nuevas imágenes.
En 2018, la empresa de fenotipado de ADN tomó los datos que había recopilado el año anterior y los introdujo en GEDmatch, un sitio web público de genealogía, con el que se encontró a una persona que compartía marcadores de ADN con el sospechoso del asesinato de Martinko y determinó que probablemente se trataba de la prima segunda del asesino. La empresa creó un árbol genealógico a partir de cuatro parejas de bisabuelos de la mujer e informó de que el asesino era muy probablemente descendiente de una de esas parejas. Un investigador del departamento de policía de Cedar Rapids se puso en contacto con miembros de dos de las ramas del árbol genealógico a los que se les había realizado la prueba de ADN y descartó a esas ramas como posibles asesinas. A continuación, se puso en contacto con un miembro de una tercera rama y una prueba de ADN determinó que eran primos hermanos del asesino. Esto redujo el número de sospechosos a tres hermanos que habían crecido en Mánchester (Iowa). Los hermanos fueron puestos bajo vigilancia y los investigadores comenzaron a intentar recoger su ADN en secreto.

## Arresto del autor y juicio
El 29 de octubre de 2018, un investigador observó a uno de los hermanos, Jerry Lynn Burns, beber varios refrescos con una pajita de plástico. Cuando Burns tiró la pajita, el investigador la recogió y la analizó para obtener ADN. Las pruebas descartaron a los otros dos hermanos como sospechosos, pero el ADN de la pajita de Burns coincidía con la sangre encontrada en la ropa de Martinko. El 19 de diciembre de 2018, los investigadores acudieron al negocio de Burns en Manchester, Iowa, para interrogarlo. Se negó a proporcionar voluntariamente una muestra de ADN, pero se le obligó a hacerlo con una orden de registro. También se le examinaron las manos y los brazos en busca de cicatrices que pudieran haberle dejado los supuestos cortes sufridos durante el ataque. Burns mantuvo que no conocía a Martinko y que no estaba allí cuando ella murió, aunque un investigador testificó más tarde que Burns no negó específicamente haber matado a Martinko. No fue capaz de dar una explicación de por qué su ADN estaba presente en la escena del crimen. Según el investigador, «Burns no mostró casi ninguna emoción durante la entrevista, ni siquiera cuando finalmente le dijeron que iba a ser detenido». Cuando se le preguntó si había matado a alguien esa noche de 1979, Burns respondió repetidamente a los investigadores: «Analicen el ADN». Cuando se analizó la muestra de ADN, coincidió con la muestra de sangre encontrada en la escena del crimen.

### Eventos del arresto y previos al proceso
El 19 de diciembre de 2018, 39 años después del asesinato de Martinko, Burns fue detenido y acusado de asesinato en primer grado. Se declaró inocente. Su juicio estaba previsto inicialmente para el 14 de octubre de 2019, pero en septiembre la defensa solicitó un aplazamiento para reunir más pruebas y entrevistar a testigos. La defensa también solicitó que el juicio se trasladara fuera del condado de Linn, debido a la gran atención que había recibido el caso durante las últimas cuatro décadas, así como a la «publicidad previa al juicio generalizada y perjudicial». La fiscalía no se opuso a ninguna de las dos solicitudes y el juicio se reprogramó para el 10 de febrero de 2020 en el condado de Scott.
En las audiencias previas al juicio, los abogados de Burns alegaron que la policía necesitaba una orden de registro para recoger su ADN de la pajita desechada, pero el juez determinó que los objetos desechados no pueden considerarse razonablemente privados. La defensa también solicitó que se suprimieran las pruebas relativas al historial del navegador del teléfono móvil de Burns. Los investigadores habían revisado las búsquedas en Internet de Burns en 2018 y descubrieron que visitaba regularmente sitios web en los que se mostraba a mujeres rubias siendo violadas, apuñaladas y estranguladas, y que representaban relaciones sexuales con víctimas de asesinato. El juez determinó que el historial de búsqueda no era utilizable en el juicio debido a las décadas que separaban el asesinato y las búsquedas.

### Juicio
Tras dos días de selección del jurado, el juicio por asesinato comenzó el 12 de febrero de 2020. La fiscalía hizo hincapié en la improbabilidad de que las pruebas de ADN coincidieran con alguien que no fuera la persona que las dejó en la escena del crimen. El médico que realizó la autopsia de Martinko y los investigadores del caso original, todos ellos ya jubilados, subieron al estrado para testificar sobre cómo se llevó a cabo la investigación y sobre la causa de la muerte de la joven. La defensa argumentó que las pruebas de ADN se habían manipulado incorrectamente y que las diferentes prendas de ropa encontradas en la escena del crimen no deberían haberse guardado juntas en una sola bolsa de pruebas. Los fiscales también reprodujeron un vídeo de un interrogatorio policial a Burns, en el que este negaba haber estado en la escena del crimen la noche del asesinato y no podía explicar cómo se había encontrado su ADN en la escena. También reprodujeron una grabación posterior, tras la detención de Burns, en la que este se preguntaba si podría haber bloqueado el recuerdo de haber cometido el crimen. Los fiscales presentaron como testigo a Michael Allison, un antiguo compañero de celda de Burns. Según Allison, «le pregunté a Jerry: «¿Cometiste el crimen?» Y él dijo que no podía hablar de ello». Allison testificó además que Burns le había dicho mientras jugaban a un juego que si Allison seguía ganándole, tendría que «llevarlo al centro comercial».
La defensa presentó solo un testigo, un autodenominado consultor forense de ADN, que testificó sobre la posibilidad de que la policía hubiera manipulado incorrectamente las pruebas. Afirmó que el ADN de Burns podría haber estado en la escena del crimen debido a una transferencia secundaria (como la transferencia de células de la piel a una prenda de ropa cuando alguien roza a otra persona), aunque aclaró que no era su opinión que ese fuera el caso del ADN de Burns. Los fiscales llamaron a un criminalista para contradecir al testigo de la defensa; el criminalista dijo que el almacenamiento de la ropa de Martinko no era inusual.
El equipo de defensa de Burns se opuso a la redacción de una de las preguntas de la fiscalía, que, según ellos, insinuaba de manera inequívoca que la sangre de Burns había estado en la escena del crimen. La defensa solicitó que se declarara nulo el juicio, pero el juez denegó la solicitud y pidió al fiscal que reformulara la pregunta.
El 24 de febrero de 2020, tras tres horas de deliberación, el jurado declaró a Jerry Lynn Burns culpable del asesinato en primer grado de Michelle Martinko. La ley de Iowa establece una pena de cadena perpetua sin posibilidad de libertad condicional para los asesinatos en primer grado. El 29 de mayo de 2020, los abogados de Burns presentaron una moción solicitando un nuevo juicio, alegando que se habían violado sus derechos constitucionales y estatales y que el tribunal había cometido un error al desestimar la solicitud de supresión de pruebas.
El 7 de agosto de 2020, Burns fue condenado a cadena perpetua sin libertad condicional. En septiembre de 2020, Burns presentó un recurso de apelación. Burns fue encarcelado en la Penitenciaría estatal de Anamosa. El 31 de marzo de 2023, el Tribunal Supremo de Iowa denegó la apelación de Jerry Lynn Burns y confirmó su condena.